# Le Chevalier de Sainte-Hermine
Le Chevalier de Sainte-Hermine est un roman historique inachevé d'Alexandre Dumas, publié en feuilleton en 1869 et en volume en 2005. Tenu pour sa dernière œuvre majeure, le roman est resté considéré comme perdu jusqu'à la fin du XXe siècle. Claude Schopp, un spécialiste de l'écrivain, en a retrouvé une édition quasi complète parue en feuilleton. D'autres œuvres de Dumas ont ainsi été redécouvertes après avoir été oubliées, mais ce roman de 900 pages en est la plus longue et la plus accomplie.
L'œuvre est un roman de cape et d'épée dont l'intrigue se situe au cours de l'ascension du Premier Empire français. L'une des scènes-clés montre la bataille de Trafalgar et la mort de l'amiral britannique Horatio Nelson. Le roman a été traduit en plusieurs langues.

## Histoire de l'œuvre
« Vous pouvez imaginer ma surprise quand, parmi des bobines et des bobines d'archives microfilmées, je suis tombé sur un roman en feuilleton presque complet, intitulé Le Chevalier de Sainte-Hermine, et signé par Alexandre Dumas. »

— Claude Schopp (Bell 2005)
Le roman Le Chevalier de Sainte-Hermine clôt la trilogie de Sainte-Hermine, une histoire commencée en 1857 avec Les Compagnons de Jéhu et poursuivie en 1867 par Les Blancs et les Bleus. Il a été initialement publié en feuilleton, du 1er janvier 1869 au 30 d'octobre de la même année, dans le journal Le Moniteur Universel, sous le titre de Hector de Sainte-Hermine. La précipitation propre à cette forme de publication a entrainé des erreurs, mais le journal a publié la presque totalité de l'œuvre. Il manque la fin du roman : la santé de Dumas étant alors de plus en plus mauvaise. Le dernier feuilleton porte la mention Fin de la troisième partie, suivi de : La suite prochainement. Le 11 mars 1870, le journal annonce que Dumas s'est rendu à Saint-Jean de Lux afin d'achever le roman. Du 28 avril au 3 mai 1870 le journal annonce la parution prochaine de la fin, mais cette annonce ne sera pas suivie d'effet.
Le roman ne fut jamais publié en librairie par Calmann Lévy, qui en détenait alors les droits. Cependant il fut publié de nouveau, sans la troisième partie restée inachevée, dans le Petit Moniteur Universel de juin à octobre 1891. La première partie fut publiée à nouveau dans La République Française de juillet à novembre 1897.
En 1990, Claude Schopp redécouvrit des références à son contenu, puis le texte lui-même dans la collection du Moniteur universel détenu par la Bibliothèque nationale. Claude Schopp est l'auteur d'articles qui ont contribué à la réévaluation critique d'Alexandre Dumas, dont la consécration officielle a été le transfert de la dépouille de l'écrivain au Panthéon de Paris en 2002 (à l'occasion du bicentenaire de sa naissance).
Claude Schopp garda le secret jusqu'en 2005, ne le confiant qu'à Jean-Pierre Sicre, son éditeur, et à Christophe Mercier, un critique littéraire. Entretemps, il reçut d'autres éléments en provenance du château Kynžvart dans l'ancienne Tchécoslovaquie, après la chute du régime socialiste. Au cours des dix années qui précédèrent l'annonce, il convertit le feuilleton en roman, corrigea les nombreuses erreurs et écrivit les trois chapitres manquants en s'appuyant sur les notes laissées par Dumas.
Le roman, publié le 3 juin 2005 à un tirage initial de 2 000 exemplaires, devint immédiatement un succès de librairie en France, atteignant rapidement les 60 000 exemplaires vendus. En 2007, une traduction en anglais intitulée The Last Cavalier (« le dernier cavalier ») fut publiée à New York. La même année vit la parution à Barcelone d'une traduction en catalan, El cavaller de Sainte-Hermine, et d'une traduction en castillan, El caballero Hector de Sainte-Hermine.
Le Salut de l'Empire, une suite écrite par Claude Schopp en incorporant de nouveaux matériaux de Dumas, fut publiée en 2008.
De façon similaire, en 2002, Réginald Hamel, un chercheur québécois, avait découvert en 2002 à la Bibliothèque nationale une pièce de théâtre perdue de Dumas, en cinq actes, Les Voleurs d'or (1864). Elle fut publiée en 2006.

## Intrigue
« C'est du Dumas classique, dans la même veine que le héros vengeur du Comte de Monte-Cristo. »

— Claude Schopp (Bell 2005)
Le roman se déroule après les événements de la Révolution française et lors de l'ascension subséquente du Premier Empire de Napoléon. Le protagoniste est un aristocrate déchiré entre l'ancien et le nouveau monde, et qui cherche vengeance pour ses deux frères tués au cours des deux précédents romans. Alexandre Dumas imagine son personnage principal tuer l'amiral britannique Horatio Nelson, après sa victoire à Trafalgar en 1805 avant le chef-d'œuvre de Napoléon à Austerlitz contre les marines franco-espagnoles (historiquement, Nelson a été tué par un tireur français inconnu. Un autre personnage historique qui apparait dans l'histoire est Fra Diavolo, un brigand devenu l'un des chefs insurgés napolitains contre l'armée de Napoléon.